# Роботек
Роботек (енгл. Robotech) је анимирана серија која говори о три узастопне инвазије ванземаљаца на Земљу. У контексту серије, ”Роботек” се односи на роботехнологију, напредну науку и технологију, насталу проучавањем ванземаљског брода који се срушио на острво у јужном Пацифику. Роботехнологија је омогућила стварање мекова, џиновских борбених робота, где је велики број њих могао да се трансформише у возила (претежно борбене авионе) због веће покретљивости на бојишту.
Роботек је био један од првих анимеа емитованих у Сједињеним Државама који је углавном успео да сачува комплексност и драму својих оригиналних јапанских делова. Настао је сарадњом компаније Хармони Гоулд и Тацунокоа. Прича Роботека је промењена избацивањем садржаја и изменом дијалога три различите мека аниме серија: Супердимензиона тврђава Макрос, Супердимензионална коњица: Јужни крст и Џенезис Клајмбер Моспеада. Хармони Голд је наводио да је разлог за комбиновање ове три неповезане серије била његова намера да понуди Макрос америчким синдикализованим телевизијским станицама, које су захтевале у то време минимум од 65 епизода (13 недеља по 5 епизода недељно). Макрос и друге две серије су имале много мање епизода него што је било тражено, пошто су оне првобитно приказиване у Јапану једном недељно.

## Продукција
Хармони Гоулд је унајмио америчке писце да прилагоде сценарио три јапанске серије. Овај компликовани процес је надгледао продуцент Карл Мацек (енгл. Carl Macek), пионир аниме-индустрије у САД. Прилагођавање Роботека је трајало 9 месеци. Сценаристи оригиналних јапанских серија нису били наведени у коначном издању. Макрос, Јужни Крст и Моспеада су тако редом постале Макрос сага, Господари Роботека и Нова Генерација.
Комбиновање је довело до приче која спаја три генерације људи који се морају борити у три узастопна разорна Роботек рата због моћног извора енергије званог Протокултура. Први Роботек рат се односи на борбу човечанства против џиновских ратника Зентраеда који су послати да покупе срушени свемирски брод у коме се налазио последњи знани извор Протокултуре у свемиру. У Другом Роботек рату, њихови владари, Господари Роботека, покушавају да наставе тамо где су Зентраеди стали. У Трећем Роботек рату, ванземаљска раса Инвида је привучена на Земљу због догађаја који су се одвили на крају Другог Роботек рата и на повратничким Роботек експедиционим снагама је да се боре са њима.
Оригинални јапански Јужни крст је првобитно замишљен да буде велика свемирска опера, али је укинут због ниске гледаности у Јапану пре него што је могао бити завршен. Његова обрада као сага о Господарима Роботека је чак повећала популарност Јужног крста.
Хармони Голд је покушао је направи неколико наставака, од којих је најзначајнији Роботек : Чувари двери (Robotech II: Sentinels), али је имао довољно материјала за само пар епизода. Пројекат је пропао због проблема са лиценцирањем играчака и променом односа између јена и долара као најважнијим разлозима. Сага о Чуварима двери је продужена кроз новеле Џека Мекинија и стриповима браће Волтрип.
Хармони Голд је објавио на сајму АнимеЕкспо 2004, да је најновија серија Роботек: Мрачне хронике (Robotech: The Shadow Chronicles) у процесу израде. Први трејлер је приказан годину дана касније на АнимеЕкспоу 2005. за двадесету годишњицу Роботека. Потврђено је да ће серија имати премијеру као 90-минутно DVD-издање које ће пратити 26 епизода намењених или телевизији или ће директно бити дистрибуиране, али тачан датум изласка није био одређен.

## Прича

### Макрос Сага
Године 1999. огроман свемирски брод је пао на острво Макрос у јужном Пацифику. Оно што је остало од њега је сведочило о врло напредној ванземаљској цивилизацији. У то време Земљом је беснео трећи светски рат, али се и он утишао пред претњом из свемира. Наређен је прекид ватре и светске вође су се окупиле да формирају Владу Уједињене Земље, под којом су најбриљантнији светски умови створили истраживачке тимове да проуче и поправе свемирски брод. Проучавањем ванземаљске технологије је довело до стварања невероватно комплексне технологије зване Роботехнологија. Током десет година сви ресурси планете су били подређени поправци свемирске тврђаве. Чак је и град са 70.000 становника настао око палог брода. На дан лансирања свемирског брода, сада преименованог у SDF-1, у орбиту Земље стижу Зентраеди, раса џиновских војника послатих од стране Господара Роботека да поврате свемирски брод.
Капетан Хенри Гловал, заповедник SDF-1, свестан опасности коју зентраеди представљају по Земљу, наређује да се изврши свемирски скок до Месеца који би одвукао Зентраеде са Земље, али због грешке у прорачунима, SDF-1 је стигао у орбиту планете Плутон, поневши са собом у свемир и острво Макрос са 70 хиљада становника.

### Господари Роботека
Након петнаест дугих година, Господари Роботека су дошли до свог одредишта. Они су дошли на Земљу у потрази за последњим знаним залихама Протокултуре, као резултат неуспеха Зентраеда да је поврате петнаест година раније. Без технологије да сами развију Протокултуру и схвате тајне њене производње које су нестале са Зоровом смрћу, нашли су се у очајничкој ситуацији. Сви покушаји да се сазнају тајне клонирањем Зора су се неуспешно завршили. Сада, Господари Роботека су принуђени да поврате напуштену фабрику Протокултуре сакривену на Земљи, пре него што њихова цивилизација нестане. Њихове напоре за освајање Земље спречава нова генерација Роботек бранилаца, спремних да заштите своју планету од било какве опасности из свемира.

### Нова Генерација
У удаљеном крају галаксије, раса протоплазмичких створења добија извештаје о настанку велике Протокултуре на безначајној планети у четвртом квадранту познатог свемира. Одговарајући на ове претње, Риџис, врховна поглаварка Инвида, шаље целокупну своју цивилизацију да пронађу и прикупе плодове Цвећа живота. Испоставиће се да је локација настанка Протокултуре Земља, а разлог њеног настанка је директно повезан са последњом битком против Господара Роботека. Риџис није губила време позивајући на инвазију комплетне планете. За само неколико минута, Инвиди су претворили већ разрушену планету у пустош. Армија Јужног крста, исцрпљена у рату против Господара Роботека, није била дорасла војсци Инвида.

## Списак епизода
| Макрос сага | Господари Роботека | Нова генерација |
| --- | --- | --- |
| 1. -{Boobytrap 2. Countdown 3. Spacefold 4. The Long Wait 5. Transformation 6. Blitzkrieg 7. Bye-Bye Mars 8. Sweet Sixteen 9. Miss Macross 10. Blind Game 11. First Contact 12. The Big Escape 13. Blue Wind 14. Gloval's Report 15. Homecoming 16. Battle Cry 17. Phantasm 18. Farewell, Big Brother 19. Bursting Point 20. Paradise Lost 21. A New Dawn 22. Battle Hymn 23. Reckless 24. Show Down 25. Wedding Bells 26. The Messenger 27. Force Of Arms 28. Reconstruction Blues 29. Robotech Masters 30. Viva Miriya 31. Khyron's Revenge 32. Broken Heart 33. A Rainy Night 34. Private Time 35. Season's Greetings 36. To The Stars}- | 1. -{Dana's Story 2. False Start 3. Southern Cross 4. Volunteers 5. Half Moon 6. Danger Zone 7. Prelude To Battle 8. The Trap 9. Metal Fire 10. Stardust 11. Outsiders 12. Deja Vu 13. A New Recruit 14. Triumvirate 15. Clone Chamber 16. Love Song 17. The Hunters 18. Mind Game 19. Dana In Wonderland 20. Crisis Point 21. Day Dreamer 22. Final Nightmare 23. The Invid Connection 24. Catastrophe}- | 1. -{The Invid Invasion 2. The Lost City 3. Lonely Soldier Boy 4. Survival 5. Curtain Call 6. Hard Times 7. Paper Hero 8. Eulogy 9. The Genesis Pit 10. Enter Marlene 11. The Secret Route 12. The Fortress 13. Sandstorms 14. Annie's Wedding 15. Separate Ways 16. Metamorphosis 17. The Midnight Sun 18. Ghost Town 19. Frostbite 20. Birthday Blues 21. Hired Gun 22. The Big Apple 23. Reflex Point 24. Dark Finale 25. Symphony Of Light}- |

Оригинални Јужни крст је имао само 23 епизоде, док је епизода Dana's Story накнадно направљена комбинујући епизоде из Макроса и Јужног крста; ипак током комбиновања начињена је грешка јер су у њој појављују хеликоптери АЈАЦ који су развијени након те епизоде.
SDF-2 који је уништен у последњој епизоди Макрос саге не постоји у јапанском Макросу. Промена је направљена да би се боље повезале оригиналне јапанске серије. SDF-2 је убачен због три хумке које се налазе у Господарима Роботека, јер свака представља по један брод: SDF-1, SDF-2 и Кајронову крстарицу.

## Емитовање на телевизији
Роботек је оригинално емитован 1985. и продаван је директно локалним телевизијским станицама пре него што је емитован на већим станицама (ово је био тренд током осамдесетих). Претходно, локалне станице би репризирале цртане филмове као што су Шашава дружина (Looney Tunes). Ово је промењено након Химена и Господара свемира који је представио нови економски модел: серије су продаване директно локалним станицама, а додатно би се издржавале од продаје играчака везаних за серију. Иако је оригинални Роботек имао велику гледаност, покушај да се заради на играчкама је уништио Чуваре двери. Неуспех Мечбоксове (Matchbox) Роботек линије играчака је навођен као главни разлог отказивања Чувара двери.

## Недовршени наставци

### Роботек: Неиспричана прича
Овај филм је била прва нова Роботек авантура направљена након премијере оригиналне серије. Он је користио материјал из ОВА-е Мегазона 23 помешаним са Јужним крстом и имао је само безначајну везу према телевијској серији. Према интервјуима са Карлом Мацеком, филм је првобитно планиран да буде више од обичног синхронизовања Мегазоне 23 са променама у дијалозима и музици који би одражавали Роботек универзум. Према првобитном плану, требало је да радња филма буде смештена за време повратка СДФ-1 са Плутона, и пратила би главном лика који би био рођак Рика Хантера, његовим откривањем владиног заташкавања судбине СДФ-1 и напорима да се објави та информација.
У то време, Тацуноко је промовисао њихов Макрос филм, Макрос: Да ли се сећаш љубави? и инсистирали су да Мацек не користи елементе Макроса да би се избегла могућа забуна. Такође, ни дистрибуторима филма, Канон Филмсу, се није допао првобитни план, јер је било ”превише девојака и недовољно робота и оружја”, као ни завршетак Мегазоне. Зато је, под притиском, Мацек променио сценарио који би се одвијао кратко пре дела о Господарима Роботека, додајући делове из Јужног крста и поверавајући студију Идол Ко. да нацрта нови крај. Нова верзија је укључивала Господаре Роботека који шаљу шпијуна да украде меморијско језгро СДФ-1 који је уграђен у Е. В. Е рачунар у Роботек истраживачком центру.
Филм је подбацио у САД након пробног приказивања у Тексасу. Такође, филм је имао слабу рекламну кампању која је укључивала рекламе само у 6 сати ујутро и јаку конкуренцију у виду дугометражног филма Трансформерси. Ипак, у неким другим земљама као што је Аргентина је био успешан и синхронизован је на шпански и издат је у облику ВХС издања. Хармони Голд се одрекао своје лиценце за Мегазона 23 након што се Карл Мацек одрекао овог пројекта, тако да су била каква издања за кућну употребу мало вероватна, осим пар ВХС касета које у ограниченом броју круже Европом. Део материјала је издат као екстра-материјал у Роботек DVD-издањима АДВ Филмса. Академи је 1995. године издала адаптацију филма у облику стрипа који има мало сличности са самим филмом. Поред тога, елементи из филма су коришћени као заплет у Роботек роману „Гамбит Господара“ (енгл. Masters' Gambit).

### Роботек: Чувари двери
Ова напуштена серија је требало да прати наставак авантура Рика и Лисе Хантер и остатак Роботек експедиционих снага током догађаја за време сага Господари Роботека и Нова Генерација. Студио Тацуноко је проследио скице за нову серију писцима Сукехиру Томити (јап. 富田祐弘) (Макрос, Моспеада) и Хирошију Оногију (јап. 大野木 寛, Ōnogi Hiroshi) (Макрос), који су се фокусирали на нове ликове уместо на Рика и друге ликове из оригиналних јапанских серија. Карл Мацек је зато проследио писање сценарија америчким писцима на челу са Кентом Батервортом.
Наслов се односи ванземаљски покрет отпора на које наилазе Експедиционе снаге, који се састоје од раса које су покорили Господари Роботека или Инвиди. Једини материјал који постоји о овој серији се састоји из једине три епизоде које су нацртане за серију. Он нас упознаје са SDF-3 заједно са његовом посадом и сврхом њиховог задатка. Најзначајнији догађај је венчање генерала Рика Хантера и адмирала Лисе Хејс. Како су Чувари двери наставак/паралелна радња догађаја из серије, у њему се појављују ликови из све три Роботек саге, укључујући Рика, Лизу, Макса, Мирију, Лин Минмеј, доктора Ланга, Бритеја и Екседора из Макрос саге, Дејну Стерлинг, Боуија Гранта, генерале Ленарда и Емерсона из саге Господари Роботека и Џонатана Вулфа из Нове генерације. Међу новим ликовима су кадети Џек Бејкер и Карен Пен, чији рани ”воли ме/не воли ме” односи подсећају на Рикове и Лисине; Винс Грант, Клаудијин брат и Боуијев отац; Регент, зли вођа Инвида. Доктор Емил Ланг, који је у Макрос саги био споредан лик, се враћа као један од главних ликова. Ова серија је значајна и по појави људског негативца у облику пуковника Т. Р. Едвардса. Према интервјуу Карла Мацека, предложена серија је отказана након пада вредности долара у односу на јен и недостатка финансијске помоћи од партнера Мечбокса, произвођача играчака. Накнадни покушаји да се заврши серија нису уродили плодом, али је пилот издан на VHS-у. Чувари двери су тренутно доступни на једном од дискова из Протокултура колекције (Protoculture Collection) АДВ Филмса.
Пошто је серија укинута, Хармони Голд је обезбедио некомплетан изворни материјал за адаптацицију неколико различитих страна, чији је резултат био неколико другачијих верзија исте приче. Писац Џек Мекини је завршио Чуваре двери у облику романа; браћа Волтрип су адаптирали сценарио у облик стрипа (који се све више удаљава од романа како напредује прича). Мацекове оригиналне идеје за серију разликују се и од Мекинијевих и Волтрипових, понегде чак и драстично. Паладијум Букс је такође обрадио Чуваре двери у облику игре.

### Роботек: Одисеја
Продуцент Карл Мацек је објавио идеје за другу предложену серију, Роботек: Одисеја. Серија би почела тамо где се првобитни Роботек завршио и садржала би 260 епизода да попуни све радне дане у години. Након неуспеха са Чуварима двери, Одисеја никада није отишла на развијање, иако су њене идеје разрађене у Мекинијевој књизи „Крај круга“ (End of the Circle).

### Роботек 3000
Карл Мацек је покушао да направи још један наставак стварањем Роботека 3000. Ова целокупно компјутерски одрађена серија би се дешавала 600 година у будућности Роботек универзума и не би садржала ниједног од лика из првобитне серије. У троминутном трејлеру, експедиција која је послата да испита зашто је прекинута веза са истуреном рудничком колонијом је прекинута од стране заражених Веритек мека. Опет, идеја је напуштена усред продукције након негативног пријема у компанији, негативне реакције обожавалаца и финансијских проблема Нетер Диџитала који је производио серију. Роботек 3000 сада постоји само у облику трејлера.

### Роботек: Мрачне хронике
Године 2002, Томи Јун је објавио рад на новом наставку који је добио име Роботек: Мрачне силе (Robotech: Shadow Force) у 2004. Прича ове серије је директни наставак краја оригиналне серије. Наслов приче је ускоро промењен у Роботек: Мрачне хронике. Од краја 2004, представници Хармони Голда су имали штандове на аниме конвенцијама где су показивали напредак у продукцији. Први трејлер са завршеном анимацијом је приказан на АнимеЕкспу и Комик-кону 2005. Док је првобитно 2005. најављивана као година издавања, тек је у фебруару потврђено да је 90-минутни пилот-филм завршен. Дистрибутер ни за телевизију ни за DVD издања још није објављен. Овај филм се појавио на Канском фестивалу 2006.

### Роботек: Успон сенке
Директор Хармони Голда Томи Јун је 27. јула открио да се ради на филму Роботек: Успон сенке (Robotech: Shadow Rising), наставку Мрачних хроника. Почетак приказивања је предвиђен за 2009.

## Играни филм
Након успеха играног филма Трансформерси, Ворнер Брадерс купио лиценцу за Роботек универзум како би снимио играни филм чији датум премијере није објављен. Тоби Мегвајер ће продуцирати филм и такође жели главну улогу у филму. Дру Кревело ће такође продуцирати филм, а Крег Захлер је унајмљен да напише сценарио.

## Хронологија Роботека
Хронологија Роботека према Хармони Голду:
| Године     | Генерација / Сага (година издавања) | Генерација / Сага (година издавања) |
| ---------- | ----------------------------------- | ----------------------------------- |
| 1999—2014. | (1)                                 | Роботек: Макрос Сага (1985)         |
| 2022 -     |                                     | Роботек : Чувари двери* (1986)      |
| 2027       |                                     | Роботек: Неиспричана прича* (1986)  |
| 2029—2030. | (2)                                 | Роботек: Господари Роботека (1985)  |
| 2042—2044. | (3)                                 | Роботек: Нова Генерација (1985)     |
| 2044 -     |                                     | Роботек: Мрачне хронике (2006)      |

Примедба: Звездице означавају „секундарни континуитет“, тј, да њихови догађаји постоје у континуитету Роботека, али се не рачунају када дође до конфликта са „главним континуитетом“ који чине оригинална троделна серија и најновији наставак Мрачне хронике.
2002, са издавањем Вилдстормових стрипова, Хармони Голд је званично одлучио да среди универзум Роботека. Следећи Роботек материјали су сада пребачени у статус секундарног континуитета:
- Чувари двери у свим својим облицима.
- Неиспричана прича (која, стриктно говорећи, никада није била канон)
- Роботек стрипови који су издавали Комико, Етернити, Академи и Антарктик прес.
- Роботек игре играња улога које је објавио Паладијум Букс.
- Роботек романе које је написао Џек Мекини, од којих је најзначајнија Крај круга.

Док ови материјали нису уклоњени из континуитета, њихови догађаји су били предмет критике (посебно романи Џека Мекинија, које су улазиле све више у мистицизам како су се одвијале новеле Чувара двери), а сада су стриктно потчињени званичним догађајима из оригиналне серије .

## Роботек франшиза
У време емитовања Роботека, Хармони Голд је лансирао Роботек кроз популарну линију стрипова, које су затим пратиле књиге, игре, играчке и други потрошачки производи.

### Роботек стрипови
Роботек стрипови су први пут објављени у 1984. са ДЦ Комиксовим краткотрајним Роботек браниоцима и Комиковом обрадом прве епизоде јапанске верзије Макроса. Ипак, прва адаптација телевизијске серије стигла је тек 1985. са Комиковом „Роботек: Макрос сагом #2", која се наставила на први Макрос број.
У издаваче стрипова спадају
- Комико (1984—1989)
- Етернити (1988—1994)
- Академи (1994—1996)
- Антарктик Прес (1997—1998)
- Вилдсторм (ДЦ) (2002-????)

### Роботек књиге
Од 1987, Роботек је прерађен у романе Џека Мекинија, псеудоним за тим Џејмса Лусена и касније Брајана Дејлија, пара писаца који су радили заједно са Карлом Мацеком на анимираној серији Галактички ренџери. Користећи измишљене епиграфе у стилу Дине, Мекинијеве новеле обрадиле су хронологију Роботека (укључујући незавршен материјал за Чуваре двери). Многи обожаваоци Роботека сматрају Мекинијеве новеле као незванични канон, упркос значајних разлика од званичног канона Хармони Голда. Упркос томе, новеле је издао Дел Реј Букс у облику омнибус компилације.

### Роботек игре
1986. године, Паладијум Букс је издао игру играња улога засновану на Роботек серији.

### Роботек видео-игре
Хармони Голд је издао четири лиценце за Роботек видео-игре, од којих су само три објављене:
- за . Развој ове игре је обустављен када је њен издавач Гејмтек пропао[13]. Игра би била смештена током периода између уништења СДФ-1 и лансирања СДФ-3. Игра је имала проблем са причом, пошто је била смештена за време Зентраедске инвазије током времена који је у серији означен као период мира.
- за Мајкрософтов Х-ВОХ, Сонијев Play Station 2 и Нинтендов Game Cube. Игра се одвија у за време Макрос саге и паралелна је радњи из тог периода. Подршка за више играча је ограничена на дуеле један-на-један. Неколико глумаца из оригиналне серије, укључујући Мелани Меквин, Дена Ворена и Кема Кларка, су поновили своје оригиналне улоге или дали глас новим ликовима из игре.
- (2002) за Game Boy Advance.
- за  и . Пуцачина из првог/трећег лица. Игра покрива причу из Нове генерације са подршком за четири мисије за једног играча и мрежним мечевима за више играча. Игра укључује Циклоне, преобразиве мотоцикле/борбене оклопе. Као и у Борбеном крику, неколико оригиналних глумаца је поновило своје улоге.

## Утицај
Док су аниме серије и филмови приказивани у САД раних шездесетих као што су Astro Boy, Speed Racer и Кимба – Бели лав већином били цензурисани за америчку публику (са потпуно избаченим сценама насиља, смрти главних ликова, секса) јер се сматрало да је то намењено млађој публици. Роботек је прекинуо ову традицију остављајући неке од тих елемената и по мишљењу многих серија је привукла пажњу Американаца према јапанској анимацији, доводећи до наглог раста потражње за анимеом у Северној Америци, која се задржала до данас. Роботек је био често на листи десет најбољих анимеа америчких аниме магазина као што су Аниме Инсајдер, Анимерика, Њутајп Јуесеј и остали.
Роботек је имао сличан утицај и у другим деловима света, укључујући Канаду, Аргентину, Чиле, Југославију и Кину. Као и у САД, помогао је раст потражње за анимеом, где је такође награђен наградом за допринос развоју научно-фантастичног жанра.
Опет, Роботек је екстремно поларизовао обожаваоце анимеа. Неки критичари сматрају серију за богохуљење због давања западњачких имена главним ликовима, цензурисањем сцена и промене приче три неповезане серије ради спајања у једну. Ипак, аниме магазини Анимерика (енгл. Animerica) и Анимаг (енгл. Animag) су објавили да су творци оригиналног Макроса, Шоји Кавамори и Нобору Ишигуро, изразили збуњеност због Роботек адаптације и изненадили се разликама.
У покушају да комбинују приче три различите јапанске серије, неки ликови су претрпели драстичну промену карактера. Највише је промењен лик Рика Хантера (главног лика у Макрос саги), од обичног несамопоузданог команданта ескадриле у адмирала који је наредио уништење Земље, уз контроверзно образложење да је спасава од непријатеља. Реченица који изговара неименовани капетан брода СДФ-4 у епизоди Dark Finale гласи: „Добио сам наређење да збришем планету, од генерала Хантера лично."
Правило минимума од 65 епизода је навођено као разлог комбиновања епизода које се изричито односе на синдикализацију за приказивање радним данима. Серије из тог доба, попут Трансформерса и Свемирског бојног брода Јамата су у почетку били синдикализовани за приказивање радним данима пре него што су достигли број од 65 епизода. Ово није увек укључивало комбиновану радњу; адаптације попут Волтрона састојале су се од две различите јапанске серије без почетног комбинованог сценарија све до специјалног укрштања годинама касније. Они који бране овакве измене тврде да су оне биле неопходне да би се серија приказала на америчкој телевизији, због културног и економског окружења које је владало 1985. Данас та правила приказивања више не важе.
Роботек је био тема две пародије које је радила фандуб група Сеишун Шитемасу (Seishun Shitemasu): Роботек 3: Не нужно Чувари двери и Роботек 4: Кајронов противнапад (за које је коришћен материјал из серијала Ганбастер и Мобилно одело Гандам: Чаров контранапад.

## Глумачка и продуцентска екипа оригиналне серије

### Извршно особље
- Ахмед Аграма (енгл. Ahmed Agrama) – извршни директор
- Џехан Аграма (енгл. Jehan Agrama) – помоћник директора
- Карл Мацек (енгл. Carl Macek) – продуцент/сценариста
- Деби Алба (енгл. Debbie Alba) – писац дијалога
- Роберт Барон (енгл. Robert V. Barron) – писац/писац дијалога
- Ардвајт Чемберлен (енгл. Ardwight Chamberlain) – писац
- Грег Финли (енгл. Greg Finley) – писац/писац дијалога
- Џејсон Класи (енгл. Jason Klassi) – писац
- Стив Крејмер (енгл. Steve Kramer) – сценариста/писац/писац дијалога
- Мајк Рејнолдс (енгл. Mike Reynolds) – писац/писац дијалога
- Грегори Снегов (енгл. Gregory Snegoff) – сценариста/писац/писац дијалога
- Тао Вил (енгл. Tao Will) – писац

### Музичко особље
- Мајкл Бредли – композитор/ текстописац/ Ленсеров певачки глас
- Алберто Рубен Естевез – композитор
- Улпио Минучи (итал. Ulpio Minucci) – композитор
- Џон Мортароти – музички директор
- Арлон Обер (енгл. Arlon Ober) – композитор/ аранжер/ текстописац
- Ребека Форстад (енгл. Rebecca Forstadt) – Минмејин певачки глас
- Томас А. Вајт – извршни музички продуцент

### Глумци
| Глумац                                   | Улога                                                   |
| ---------------------------------------- | ------------------------------------------------------- |
| Лари Абрахам (могући псеудоним)          | Боуи Грант                                              |
| Роберт Акселрод (као ”Аксел Робертс”)    | Рико                                                    |
| Роберт Барон                             | адмирал Хејз                                            |
| Бил Капици (као ”А. Грегори”)            | Господари Роботека/Конда                                |
| Френк Каталано (као ”Ентони Вејн”)       | Ренд/Боби/Денис Браун                                   |
| Кем Кларк (као ”Џими Флиндерс”)          | Макс Стерлинг/Ленсер                                    |
| Тони Клеј (као ”Џонатан Александер)      | Бритеј                                                  |
| Мери Коб (могући псеудоним)              | Ени                                                     |
| Лара Коди (као ”Дина Морис”)             | Ким/Џејсон                                              |
| Џорџ Кол (као ”Пол Питер”)               | Зор/Корг/Роми                                           |
| Ричард Епкар                             | Бен Диксон/Грел/Ланк                                    |
| Грег Финли (као ”Гај Герет”)             | Анатолиј Ленард                                         |
| Ребека Форстад (као ”Риба Вест”)         | Лин Минмеј                                              |
| Еди Фрирсон                              | Лин Кајл                                                |
| Барбара Гудсон (као ”Ширли Робертс”)     | Мери Кристал/Сера                                       |
| Мелора Харт (као ” Челси Викторија”)     | Музика                                                  |
| Александра Кенворти (као ”Селена Банас”) | Азонија/Риџис                                           |
| Стив Крејмер (као ”Дру Томас”)           | Анђело Данте                                            |
| Тед Лејман (као ”Леонар Пајк”)           | Екседор                                                 |
| Венди Ли (као ”Венди Сван”)              | Ванеса                                                  |
| Сузи Лондон                              | Рук                                                     |
| Мелани Маквин (као ”Алин Лесли”)         | Лиса Хејз/Марлин/Еријел                                 |
| Мајкл Маконахи (као ”Џефри Плат”)        | Ролф Емерсон                                            |
| Кериган Махан                            | Шон Филипс                                              |
| Дејвид Милберн                           | Луи Николс                                              |
| Еди Мирман (као ”Пени Свит”)             | Мирија/Нова Сатори                                      |
| Ајона Морис (као ”Бритни Харлов”)        | Клаудија Грант                                          |
| Џ. Џеј Смит                              | наратор                                                 |
| Мајк Сорич                               | Спаркс                                                  |
| Мелиса Њуман                             | Дејна Стерлинг                                          |
| Тони Оливер                              | Рик Хантер                                              |
| Мајк Рејнолдс                            | Долза/сенатор Русо                                      |
| Грегори Снегов (као ”Грег Сноу”)         | Кајрон/Фредерикс/Скот Бернард/доктор Ланг/градоначелник |
| Сандра Сноу (могући псеудоним)           | Семи                                                    |
| Ден Ворен (као ”Дон Варнер”)             | Рој Фокер                                               |
| Томас Винер                              | Џонатан Вулф                                            |

Пошто Роботек није био синдикатски пројекат, многи од глумаца су радили под псеудонимима да би избегли проблеме са својим синдикатима. Неколико глумаца је поновило своје улоге у Роботек играма Battle Cry и Invasion, а многи су се вратили због улога у Мрачним хроникама, чак иако се неки ликови које су глумили у оригиналном Роботеку не појављују. На пример, Еди Фрирсон (Лин Кајл) глуми Луија Николса у Мрачним хроникама.

## Роботек на српском језику
ТВНС је синхронизовала првих 13 епизода серије на српски језик и емитовала их почетком деведесетих.
Главним јунацима гласове су позајмили глумци: Вида Јовановић, Тереза Чамбор, Ана Радаковић, Гордана Јошић-Гајин, Весна Ждрња, Војислав Цинкоцки, Миодраг Петроње, Александар Гајин, Емил Курцинак и Александар Ђорђевић. Синхронизовао Карло Морвај, режирао Миливоје Радаковић, превео Мирослав Настасијевић.
Иста глумачка постава је синхронизовала и Роботек Сентинеле, односно у нашем преводу Чуваре Двери.
ТВБГ је приредила Шифру Роботек (дугометражни филм, односно продужену верзију 14. епизоде - Гловалов извештај) за подручје тадашње Југославије.